# Ala-Kivijärvi (sjö i Kemijärvi, Lappland, Finland)
Ala-Kivijärvi är en sjö i Finland. Den ligger i kommunen Kemijärvi i landskapet Lappland, i den norra delen av landet, 700 km norr om huvudstaden Helsingfors. Ala-Kivijärvi ligger 148,9 meter över havet. Den ligger vid sjön Kiviperä. Arean är 76 hektar och strandlinjen är 5,85 kilometer lång. Sjön  ingår i Kemi älvs huvudavrinningsområde. 